# Chetogena townsendi
Chetogena townsendi là một loài ruồi trong họ Tachinidae.